# Красотата
Красотата е четвъртият студиен албум на певицата Белослава, издаден на 23 април 2016 от музикалната компания BlueBubu Music във формат 2 × CD, Album, Threefold, Cardboard Sleeve. Албумът е промотиран чрез два премиерни концерта на певицата: на 23 април – в Зала 1 на НДК в София, и на 25 април – в Операта в Бургас, като и на двете събития се продава на място. В записването на албума участват: Живко Петров (пиано), Антони Рикев (китара), Графа, Вензи, Росен Захариев (тромпет), Юри Божинов (контрабас), Пламен Зафиров – Зафая, Елена Кокорска, Димитър Ганчев (Xaxomusic) за Digital Plus Studio и др. Към албума са заснети общо пет видеоклипа, които са дело на Неда Морфова, Темелко Темелков, Васил Стефанов, Бойко Щонов.
Върху обложката на албума, Белослава е оставила послание, което гласи: „...Вярвам, че красотата ще спаси света, а музиката ще я води до олтара и ще я венчае за всеки един от нас поотделно. И ще е неописуемо любовно, празнично и вдъхновяващо. Ще има торта от бял шоколад и шампанско за всички...ще се обичаме и ще танцуваме до сетния си дъх, където отново ще ни чака КРАСОТАТА!...“

## Песни
Албумът се състои от общо двайсет песни, разделени по десет на брой в два диска – първият диск е именуван „Красотата“, а вторият – „Любовта“. От него пет песни стават сингли: Времето за мен си ти, Няма, Красотата, Мама и Сън. Всички текстове са написани от самата Белослава, а автори на музиката и аранжиментите са дело на Живко Петров, Антони Рикев, Петър Дундаков, Явор Коен, Вензи.
| Красотата (CD 1), 2016 | Красотата (CD 1), 2016                          | Красотата (CD 1), 2016                                         | 38:04 |
| #                      | Заглавие на песента                             | Автор(и)                                                       | Време |
| 1.                     | Любовта                                         | Текст: Белослава. Музика: Живко Петров.                        | 3:43  |
| 2.                     | Мама                                            | Текст: Белослава. Музика: Антони Рикев, Белослава.             | 3:01  |
| 3.                     | Сън (дует с Графа)                              | Текст: Белослава. Музика: Живко Петров.                        | 3:50  |
| 4.                     | Лятото зад ъгъла                                | Текст: Белослава. Музика: Живко Петров.                        | 4:18  |
| 5.                     | Има ли ни още                                   | Текст: Белослава. Музика: Антони Рикев, Белослава.             | 4:11  |
| 6.                     | Времето за мен си ти (дует с Вензи)             | Текст: Белослава. Музика: Живко Петров, Венцислав Ауори Вензи. | 3:35  |
| 7.                     | Прасковено лято (дует с Пламен Зафиров – Зафая) | Текст: Белослава. Музика: Явор Коен.                           | 3:48  |
| 8.                     | Няма                                            | Текст: Белослава. Музика: Антони Рикев, Белослава.             | 4:30  |
| 9.                     | Красотата (с участието на Елена Кокорска)       | Текст: Белослава. Музика: Живко Петров.                        | 2:47  |
| 10.                    | Епилог                                          | Текст: Белослава. Музика: Живко Петров.                        | 4:21  |

| Любовта (CD 2), 2016 | Любовта (CD 2), 2016 | Любовта (CD 2), 2016                      | 36:49 |
| #                    | Заглавие на песента  | Автор(и)                                  | Време |
| 1.                   | Опиум                | Музика: Живко Петров.                     | 4:19  |
| 2.                   | Падам и не потъвам   | Текст: Белослава. Музика: Петър Дундаков. | 3:03  |
| 3.                   | Keep On              | Текст: Белослава. Музика: Живко Петров.   | 3:41  |
| 4.                   | Между две луни       | Текст: Белослава. Музика: Живко Петров.   | 2:18  |
| 5.                   | Само с теб           | Текст: Белослава. Музика: Петър Дундаков. | 3:27  |
| 6.                   | The One              | Текст: Белослава. Музика: Живко Петров.   | 4:24  |
| 7.                   | Ти и аз              | Текст: Белослава. Музика: Живко Петров.   | 3:40  |
| 8.                   | Walkin'              | Текст: Белослава. Музика: Живко Петров.   | 2:48  |
| 9.                   | Където си ти         | Текст: Белослава. Музика: Петър Дундаков. | 4:26  |
| 10.                  | Слушай ме            | Текст: Белослава. Музика: Живко Петров.   | 4:43  |

## Видеоклипове
| Година           | Заглавие на песен                         | Режисьор                    | Оператор                                                                             | Забележка |
| ---------------- | ----------------------------------------- | --------------------------- | ------------------------------------------------------------------------------------ | --- |
|                  | Няма                                      | Темелко Темелков            |                                                                                      | |
| 15 декември 2013 | Времето за мен си ти с участието на Вензи | Васил Стефанов              |                                                                                      | Участват: Белослава, Елена Кокорска, Прея, Вензи, Димитър Семов, Антони Рикев, Живко Петров, Деси Андонова, Александър Славчев.                                                       |
| 2016             | Сън с участието на Графа                  | Бойко Щонов ScreenMixer.com | DoP: Росен Савков Camera Assistant: Антони Стоев Drone Operator: Владислав Терзийски | Участват: Белослава и Графа Set Dressers: Кристиян Леков и Самуил Коров Color Grading: Александър Карцов UPM: Уляна Накова PA: Илиан Геров Makeup: Елиза Попова Styling Grafa: MINOAR |
| 2015             | Красотата с участието на Елена Кокорска   | Неда Морфова                |                                                                                      | Участват: Белослава, Джоана Нуамеруе, Дюк Нуамеруе и др. |
|                  | Лятото зад ъгъла                          |                             |                                                                                      | |